# Marie-Paule Gnabouyou
Marie-Paule Gnabouyou (* 4. März 1988 in Marseille, Frankreich) ist eine französische Handballspielerin. Sie stand im Kader der französischen Handballnationalmannschaft.

## Karriere
Marie-Paule Gnabouyou spielte anfangs bei den französischen Vereinen ASPTT Marseille, Plan-de-Cuques und Issy-les-Moulineaux. Ab 2008 lief die Rückraumspielerin für  Toulon Saint-Cyr Var Handball auf. Mit Toulon gewann sie 2010 die französische Meisterschaft sowie 2011 und 2012 den französischen Pokal. Ab der Saison 2015/16 stand sie beim dänischen Verein Viborg HK unter Vertrag. Im Sommer 2017 schloss sie sich dem ungarischen Erstligisten Siófok KC an. Nach der Bekanntgabe ihrer Schwangerschaft, wurde ihr Vertrag im Dezember 2017 in beiderseitigem Einvernehmen aufgelöst. Im Oktober 2018 schloss sie sich dem slowenischen Erstligisten RK Krim an. Zur Saison 2019/20 wechselte sie zum französischen Verein Toulon Saint-Cyr Var Handball. Seit der Saison 2021/22 steht sie beim französischen Erstligisten OGC Nice Côte d’Azur Handball unter Vertrag. Im April 2022 gab sie ihre dritte Schwangerschaft bekannt. Seit der Saison 2023/24 läuft sie für den französischen Viertligisten Handball Val d’argens auf.
Gnabouyou lief anfangs für die französische Jugendnationalmannschaft auf, mit der sie den 3. Platz bei der U-17-Europameisterschaft 2005 sowie den 4. Platz bei der U-18-Weltmeisterschaft 2006 belegte. Am 21. September 2010 gab sie ihr Debüt für die französische Nationalmannschaft. Ihre größten Erfolge mit der französischen Auswahl waren der Gewinn der Silbermedaille bei der Weltmeisterschaft 2011 sowie der Gewinn der Bronzemedaille bei der Europameisterschaft 2016.

## Sonstiges
Ihr Bruder Guy Gnabouyou spielt professionell Fußball.